# Ákos Doroghi Farkas
Dans le nom hongrois Doroghi Farkas Ákos, le nom de famille précède le prénom, mais cet article utilise l’ordre habituel en français Ákos Doroghi Farkas, où le prénom précède le nom.
Ákos Doroghi Farkas, né le 22 août 1894 à Tiszakürt et mort en 1955, est un homme politique hongrois, bourgmestre de Budapest entre 1944 et 1945. En poste pendant l'invasion de Budapest par les Allemands, actif soutien des Croix fléchées, il est connu pour avoir activement œuvré à la ghettoïsation et la déportation des Juifs de la capitale hongroise.

## Voir aussi

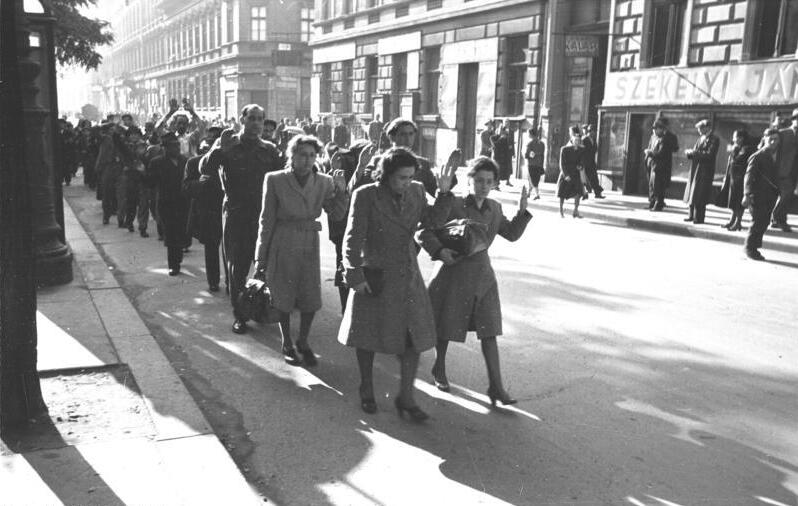
Déportation de Juifs dans Wesselényi utca, en octobre 1944.